# Château d'Argy
Pour les articles homonymes, voir Argy (homonymie).
Le château d'Argy est un château français Pré-Renaissance de Style Louis XII, situé en pleine Champagne berrichonne, sur le territoire de la commune d'Argy, dans le département de l'Indre, en région Centre-Val de Loire.
Le domaine du château d’Argy propose une vue historique et architecturale d’un site militaire de plaine allant du Moyen Âge jusqu’à l’aménagement d’une demeure bourgeoise au XIXe siècle. Le château, les communs du XVIIe siècle et le parc de 40 hectares composent un patrimoine dont l'unité a été reconstituée à partir de 1966, par le Club du Vieux Manoir.
L'édifice est classé au titre des monuments historiques depuis le 14 mai 1930.

## Histoire

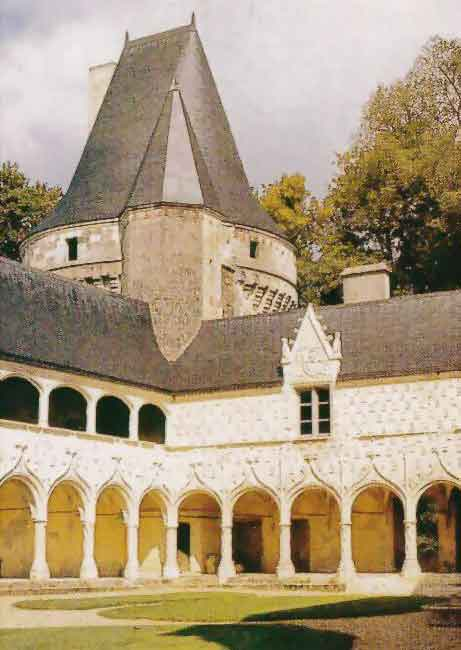
Château d'Argy : la tour de Brillac et la cour intérieure dont la façade et galerie sont de style Louis XII.

Les premiers seigneurs d'Argy apparaissent lors de l'établissement de bâtiments religieux, dès le XIe siècle. Ils dépendent alors du seigneur de Buzançais, distant de quelques kilomètres. Un cadet de la famille de Brillac, originaire du Poitou (et Marche, Angoumois), épouse au XIIIe siècle, l'héritière de la seigneurie d'Argy.
Manoir fortifié au XIIe siècle, cet imposant château fut racheté par Guy de Brillac en 1444 puis remanié à la fin du XVe siècle, par son fils Pierre, avant d'être reconstruit comme un château de famille au début du XVIe siècle, par Charles de Brillac juste avant qu'il ne trouve la mort au cours des guerres d'Italie, à Milan, en 1509.
Parmi les seigneurs d'Argy qui succèdent aux Brillac, beaucoup n'ont laissé que peu de traces de leur passage ou n'ont pratiquement pas résidé au château. Il faut noter toutefois Jean Phelyppeaux de La Vrillière de Villesavin, † très âgé en 1660, seigneur de Buzançais, grand-oncle du célèbre Buade de Frontenac comte de Palluau et acquéreur d'Argy en 1636, qui fit construire les bâtiments de la basse-cour pour Dame Elizabeth/Isabelle Blondeau sa femme (leur fille Anne Phélypeaux transmit Buzançais et Argy à son mari Léon Bouthillier de Chavigny, épousé en 1627 : nombreuse postérité, un de leurs gendres étant le maréchal de Clérambault), ou du moins une partie de ceux-là, car ces constructions ne sont mentionnées qu'à partir du moment où il posséda la châtellenie d'Argy (1636).
Après divers personnages de haute noblesse (les Beauvilliers ducs de Saint-Aignan acquirent Argy et Buzançais en 1699, Montrésor en 1697), la châtellenie d'Argy échut par adjudication à Claude Douet de la Boulaye en 1766, fermier général, aussi acquéreur du marquisat d'Allègre. C'est lui ou son successeur qui firent abattre l'aile Ouest du château. Les sources font apparaître que les Douet s'occupèrent activement du domaine. Ils établirent même un inventaire des archives et des titres de propriété de la seigneurie d'Argy.
Au début du XIXe siècle, le domaine d'Argy passa à la famille de La Motte St-Pierre, aussi propriétaire de Montpoupon, qui s'occupa aussi avec intérêt du domaine et résida au château. C'est probablement cette famille qui a fait construire l'aile (XIXe siècle) à la place du corps de logis primitif. Différents propriétaires se succèdent ensuite, jusqu'à l'abandon des bâtiments à la dernière guerre mondiale.
L'édifice est classé au titre des monuments historiques, le 14 mai 1930.
En 1966, le Club du Vieux Manoir le sauve de la ruine et prend en charge sa restauration. Il en devient alors propriétaire. En 1975, il devient également propriétaire du parc ainsi que des communs dont il entreprend également le sauvetage et la restauration.
Le Club du Vieux Manoir après avoir sauvé de la ruine cet ensemble monumental, restitué l'unité du site et réinséré le monument dans les circuits économiques, touristiques et culturels du territoire a atteint les objectifs qu'il s'était fixés. N'ayant pas vocation à être ni propriétaire ni gestionnaire de monument il décide fin 2016 la vente du domaine ce qui déclenche une inquiétude des habitants et amis du château.
Le 29 juillet 2019, Thomas et Alexia Henry-Gufflet achètent la propriété.

### Seigneurie d’Argy
- Archambaud I d’Argy, fonde l’abbaye en 1115.
- Archambaud II d’Argy succède à son père en 1130.
- Archambaud III d’Argy épouse en 1160 Agathe, dame de Palluau.
- Ranulphe d’Argy, seigneur de Palluau.
- Archambaud IV d’Argy, seigneur d’Argy et de Palluau, frère du précédent, lui succéda en 1230 – mort sans descendance.
- Archambaud V d’Argy succéda à son oncle.
- Philippe d’Argy, 1260.
- Philippe de France, leur fils, épousa en 1290, Guyart.
- Guy de Brillac, marié à Jeanne Odarde, en 1384.
- Jean de Brillac, mort en 1448, est inhumé dans l’église d’Argy.
- Pierre de Brillac, marié à Anne de Tranchelion, fille de Guillaume, seigneur de Palluau.
- Charles de Brillac, fils du précédent, mort à Milan avait épousé en 1479, Charlotte de Bray ; en secondes noces, Louise de Balzac fille de Robert.
- Charles de Brillac et sa femme Louise furent les fondateurs de l’abbaye du Landais, en 1499.
- Jacques de Balzac, fils des précédents, épousa Geneviève de Poizieux, mort en 1589.
- René de Balzac, leur fils, marié à Jacqueline d’Escoubleau et remarié à Jacqueline de Savonniere.
- La succession d’Argy est partagée entre Saint Aout d’Aiguemorte, héritier avec Charlotte de Balzac.
- Louis de Crevant, marié à Jacqueline d’Huimieres.
- Louis de Crevant, leur fils, marié à Élisabeth Phillipeaux, vendit la terre d’Argy, le 30 juillet 1636 à Jean Phillipeaux, pour 170 000 lires.
- Jean Phillipeaux, mort en 1660, laisse pour veuve Élisabeth Blondeau.
- Jean Léon Le Bouthillier de Chauvigny, héritier de la précédente, marié à Françoise de Mérigny, ancien évêque de Troyes.
- Ces derniers cèdent par échange, le 7 août 1699 à Paul Beauvilliers, duc de St Aignan, marié à Henriette Colbert.
- Claude Douet de la Boulaye, écuyer, forestier général, adjudicataire de la terre d’Argy, vendue sur licitation, le 18 août 1766.
- Gabriel Isaac Douet de la Boulaye, intendant de la générosité d’Auch en 1778, mort en 1797. Sa veuve vend le château en 1828, à M. Delamotte, qui fit construire la partie moderne.
- En 1854, la terre fut vendue à une société belge, à M. Drion et, plus tard à M. Hourard, son gendre héritier.
- M. Verdier de Clion, acquéreur en 1876, à la suite du morcellement opéré par Wolf et Cie.
- M. Mireveaux, fut acquéreur en 1890.

## Architecture

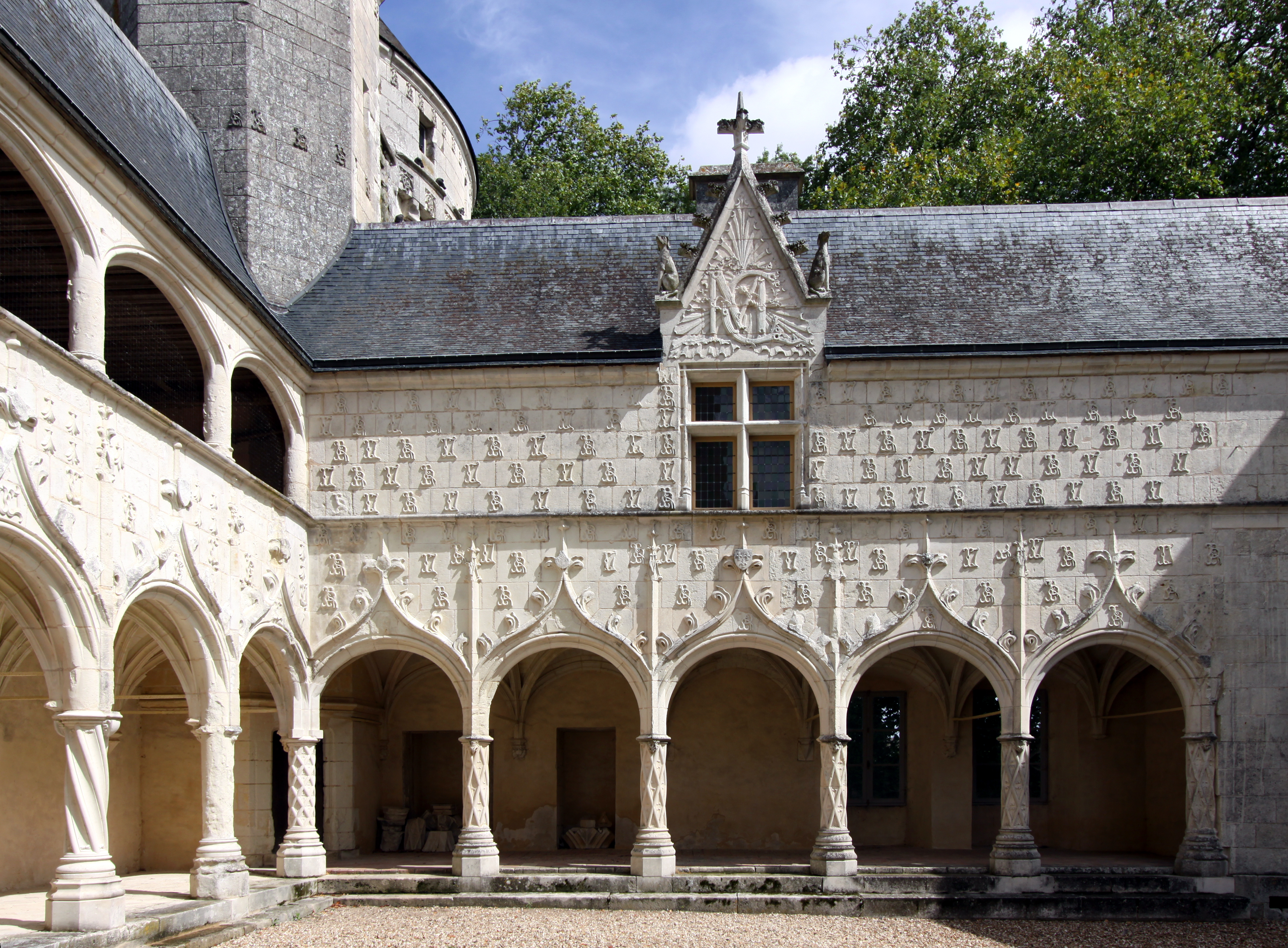
L'aile Est, en partie détruite au XVIII, fut réalisée vers 1509 en s'inspirant de l'aile Louis XII du château de Blois.

Le château et les annexes forment un quadrilatère formé de deux parties: la haute-cour avec le château lui-même et la basse-cour, composée essentiellement de l'église et des communs.
La forteresse militaire de plaine datant du XIIe siècle a été transformée dès la fin du XVe siècle par Pierre de Brillac, majordome ordinaire et conseiller de Louis XI avant que son fils, Charles de Brillac, compagnon d’arme et chambellan de Charles VIII, ne décide, vingt ans plus tard de transformer la bâtisse en une demeure familiale confortable dans le style du début du XVIe siècle. Si le projet fut interrompu par sa mort à Milan, en 1509, il reflète néanmoins les goûts de la famille de Brillac, au début de la Renaissance française.
Le château d'Argy est contemporain de Blois et de Chaumont sur Loire, mais antérieur à la plupart des autres châteaux de la Loire. Un vandalisme déplorable avait entrepris dès 1766, la démolition complète de l'édifice. Ce château aujourd'hui en partie reconstruit, avait la forme d'un quadrilatère, compris entre quatre tours de diverses hauteurs, reliées entre elles par une courtine. Les fossés larges et profonds qui l'entouraient sont à présent comblés et l'aile du sud-est a été remplacée par une maison moderne.

Comme à Chaumont-sur-Loire, la pérennité d'un appareil militaire, jugé nécessaire pour bien des raisons, dicta à l'époque, l'opposition entre le monde ouvert et aimable de la cour et l'aspect fermé et rébarbatif des murs extérieurs. 

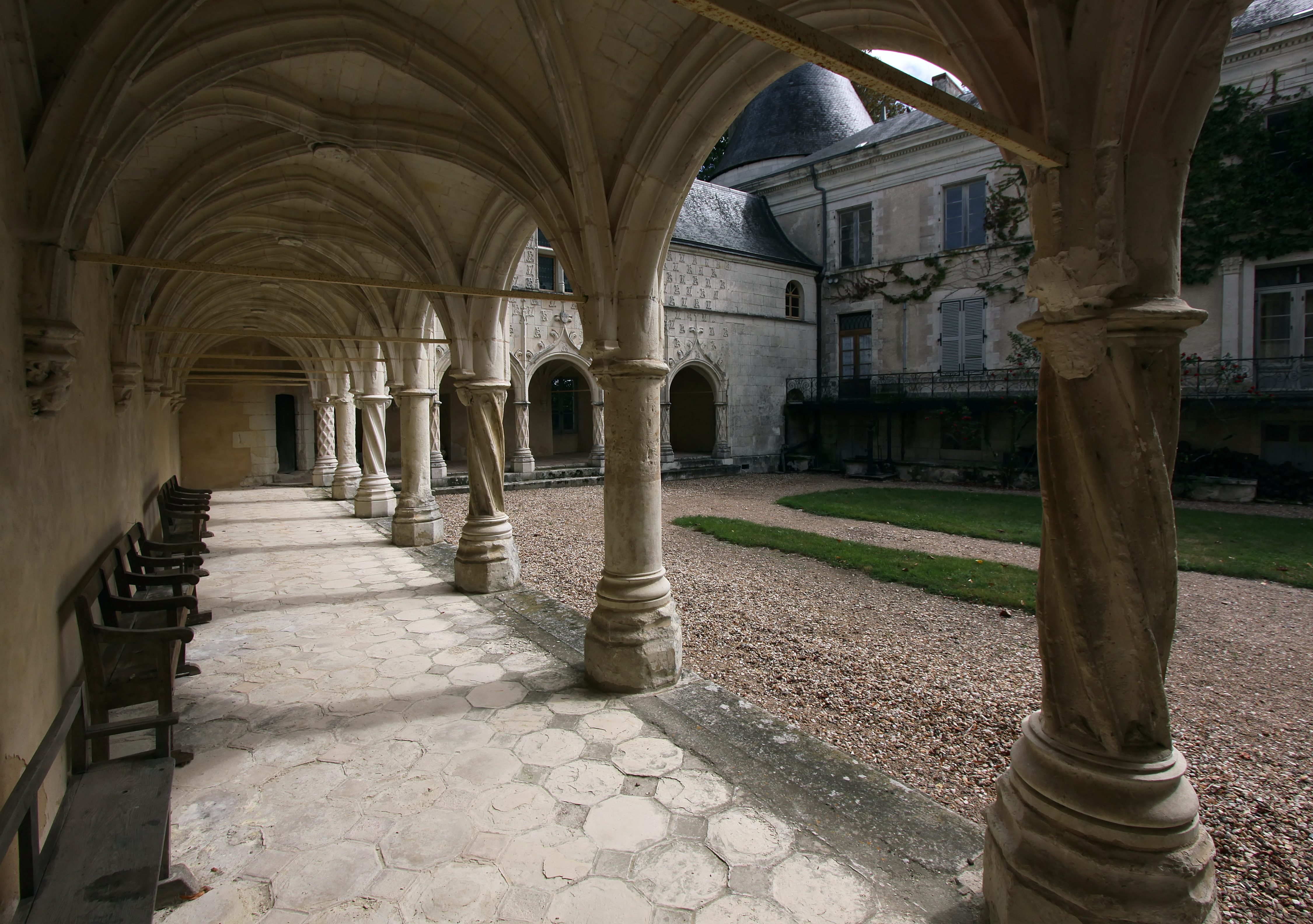
La galerie Nord, pré-Renaissance, réalisée vers 1509, avec des voûtes à tirants de fer d'influence italienne et des colonnes torses d'influence valencienne (Espagne).

Pourtant si à l'exemple du Château de Chateaudun, de La Rochefoucauld, de Villandry ou encore comme ce fut le cas à Azay-le-Rideau (remanié au XIXe siècle), on conserve un donjon au château d'Argy, sa présence ne se justifie que par le symbole seigneurial qu'il représente ; sa fonction militaire étant vidée de sa substance pour désormais être supplantée par celle du prestige et de l'apparat. Situé à l'ouest de l'édifice, cette tour possédait un pont levis et servait d'entrée à la cour intérieure du château, alors fermée par la galerie Ouest aujourd'hui disparue. Remanié au XIXe siècle, il s'agit d'un pavillon de forme carré à quatre niveaux, flanqué d'une tourelle d'escalier polygonale côté cour, et décoré par deux petites tours en encorbellement sur le côté Ouest, lui donnant un aspect proche du donjon de Valençay, réalisé postérieurement. Du haut de ses 35 mètres, l'édifice domine tout le site.
Complétant le dispositif militaire du château, la grosse tour ronde couronnée de mâchicoulis, dite Tour de Brillac, s'éleve à l'angle nord du quadrilatère extérieur tandis que la tourelle d'escalier polygonale qui la dessert côté cour, allège l'aspect défensif de la structure. Ce puissant édifice d'allure encore toute médiévale, marque ainsi l'intersection des deux ailes pré-Renaissance de la Cour, annonçant par leur aménagement les grands châteaux de la Loire. Ces deux corps de bâtiments sont formées au Nord d'une double galerie ouverte à la manière d'un cortile italien, et à l'est d'une galerie ouverte surmonté d'une autre fermée.
Comme au Château de Blois, la recherche décorative foisonne dans la diversité. L'influence italienne, réinterprétée par les maîtres-maçons français, se note dans l'ouverture en cloître de la Cour intérieure, surmontée par la loggia privative de l'aile Nord (réalisation alors inédite dans le Berry), inspirée des réalisations contemporaines de Bramante dont le Palais de la Chancellerie de Rome. Parallèlement, une influence espagnole valencienne se détache pour le décor losangé et spiralé sur le fût des colonnes basses. Les parois murales témoignent quant à elles, d'un goût très prononcé pour les grandes inscriptions en relief qui tout en flattant l'orgueil des propriétaires, dénotent en cette fin du XVe siècle, une perméabilité aux tendances que l'on connait en Espagne avec le style Plateresque et au Portugal avec le Manuelin.
Le décor de l'aile Nord est un bon exemple du style Louis XII, style de transition entre le gothique tardif et la Première Renaissance française,. La partie inférieure de l'édifice semble pourtant plus innovatrice que les étages. Si la loggia, en partie supérieure, est encore gothique flamboyante par sa muralité et ses arcs surbaissés dont les nervures à pénétrations, telles que celles apparues à Narbonne dès le XIVe siècle, viennent mourir dans des colonnes en fût lisse cylindrique, un tout autre univers se profile au rez-de-chaussée : Tandis que l'ogive laisse place aux arcs en plein cintre, le chapiteau délaissé depuis l'époque de Charles VI, réapparait, tout en créant une dynamique, par son décalage vis-à-vis des nervures des arcs qui n'aboutissent que plus haut dans les colonnes torses d'influence valencienne (Espagne). Les arcades formant un rythme en travées, sont surmontées de gables en accolade, séparés par des pinacles, tandis que leurs tympans se voient ornés en partie droite par les mouchetures d'hermines de la reine Anne de Bretagne et en partie gauche, par les fleurs de lys royales qui furent martelées à la Révolution. Cette disposition en deux galeries superposées, à arcs surbaissés, sera reprise de manière très épurée, vers 1540, au château de Dampierre.
Si l'aile Nord est sans doute antérieur à l'aile Louis XII du château de Blois, le corps de logis à l'Est, semble au contraire s'en inspirer. Dans cette partie de la cour intérieure, en partie détruite au XVIIIe siècle, les colonnes à spirales deviennent losangées et alternent avec les coquilles de pèlerin. Sur le nu des murs, un puissant effet décoratif est fourni par le meuble héraldique ainsi que les initiales des prénoms des membres de la famille de Brillac. Répétés à satiété et semées régulièrement, telle une tapisserie sur la paroi du mur, ils ferment l'espace tout en créant une lecture plane et horizontale là où les travées et les superpositions verticales des ouvertures de l'aile Nord, créaient un jeu d'ombres et lumière. On retrouve non seulement entremêlés le K de Carolus (Charles de Brillac) et le R de Renée, sa fille mais aussi le L de Louise, seconde femme de Charles, mêlé au J de Jacques, leur fils. Ces mêmes motifs de lettres entrelacées se retrouvent jusque sur la tour de Brillac, en formant jusqu'à cinq cordons qui paraissent de loin, entourer la bâtisse d'inscriptions à diverses hauteurs. Toute cette ordonnance, à l'exception de la galerie supérieure, se continuait en retour à l'intérieur de la cour. Il n'en subsiste plus, du côté nord, que cinq arcades, le reste a fait place à des constructions néoclassiques plus récentes. Au premier étage, la lucarne ponctuait à l'époque le centre du logis. En partie ruinée, elle fut restituée vers 1890, avec un gable plat s'inspirant des réalisations Bretonnes contemporaines de la construction du château (Josselin, château de la Motte-Glain, château des ducs de Bretagne). Dans un esprit de continuité avec la Renaissance, on développe orgueilleusement les initiales des propriétaires de l'époque, avec le M de Marie de Mireveaux et le C de Charles, son fils, tandis que les traditionnels pinacles de part et d'autre ont été remplacés ici par deux statues de lévriers, symbole de la fidélité conjugale à la fin du XIXe siècle. En face, l'aile Ouest du château, qui flanquait le donjon et fermait la cour intérieure, fut abattue dès 1766.
L'ensemble des galeries basses est voûté de croisées d'ogives, mais la maladroite retombée des culots juxtaposés aux colonnes a rendu nécessaire la présence de tirants de fer, marquant là encore, l'influence de l'architecture italienne, comme à l'hôpital des Innocents de Florence, réalisé au XVe siècle par Filippo Brunelleschi.
Le château conserve encore le petit oratoire pavé d'élégants carreaux émaillés, de Louise de Balsac, seconde épouse de Charles de Brillac. Parmi les arabesques entremêlées, se font remarquer plusieurs médaillons tantôt aux armes des seuls Brillac dont Jacques de Brillac et Charles de Brillac, tantôt aux armes de Brillac et de Louyse de Balsac, réunis sur le même écusson, entourés de caractères gothiques. Charles de Brillac étant décédè en 1509, on fixe avant cette époque la construction de cette partie du château d'Argy.
Les intérieurs montrent qu'un certain confort était recherché, notamment par la Salle des Trois Arcades du donjon, la Grande salle de déambulation et la galerie en loggia privative du premier étage de l'aile Nord et dans les pièces avec cheminées du logis, dont il reste plusieurs exemples de style Louis XII dans les tours.
La dernière aile du château, de plus de 80 mètres de long, s'étend au Sud, entre deux tours rondes d'époque médiévale, de taille plus modeste que la tour de Brillac et dont la décoration fut reprise lors de la reconstruction de cette partie du château, vers 1820, à l'époque de Louis XVIII, sur les ruines du logis seigneurial détruit au XVIIIe siècle. Réalisée comme une maison de famille, cette aile présente aujourd'hui, un intérieur bourgeois du Second Empire.
Le moulin du château d'Argy possédait dès le XIXe siècle un mécanisme hydroélectrique qui permettait non seulement, par l'action d'une pompe, de desservir de l'eau courante à tous les étages du château mais également de produire de l'électricité.
Dans la basse-cour, des communs ont été édifiés, vers 1630, en tant que ferme fortifiée. Son architecture en moellons et pierres à lucarnes passantes est typique des réalisations encore maniéristes du début du XVIIe siècle. Une grange « à porteau » du XIXe siècle abritait les machines actionnées par le moulin à eau.

## Parc et jardins
Le parc de 40 hectares, a été recréé en 1976 sous forme d'un jardin à l'anglaise, agrémenté de parterres, de prairies, de pièces d'eau et d'un étang de 3 hectares. Ce site protégé dont les allées serpentent entre ruisseau et bassins, sert de refuge à de nombreux oiseaux migrateurs et nicheurs. Dans les communs du XVIIe siècle, on retrouve en rappel à son ancien usage de ferme, aussi bien des animaux de basse-cour que des animaux sauvages de nos campagnes.

## Galerie

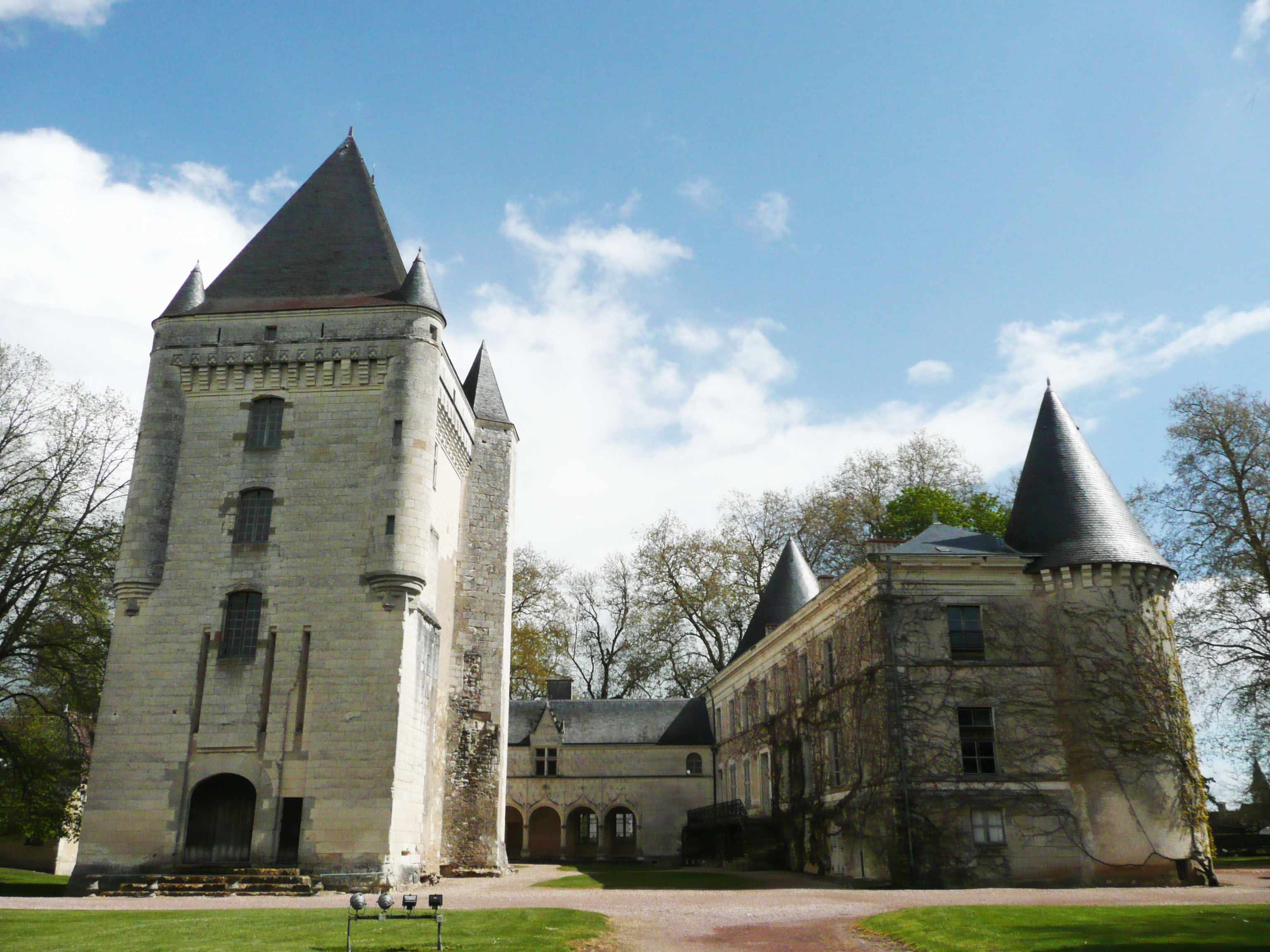
Le donjon et le logis seigneurial du XIXe siècle, reliés à l'époque par l'aile Ouest, détruite dès 1766.
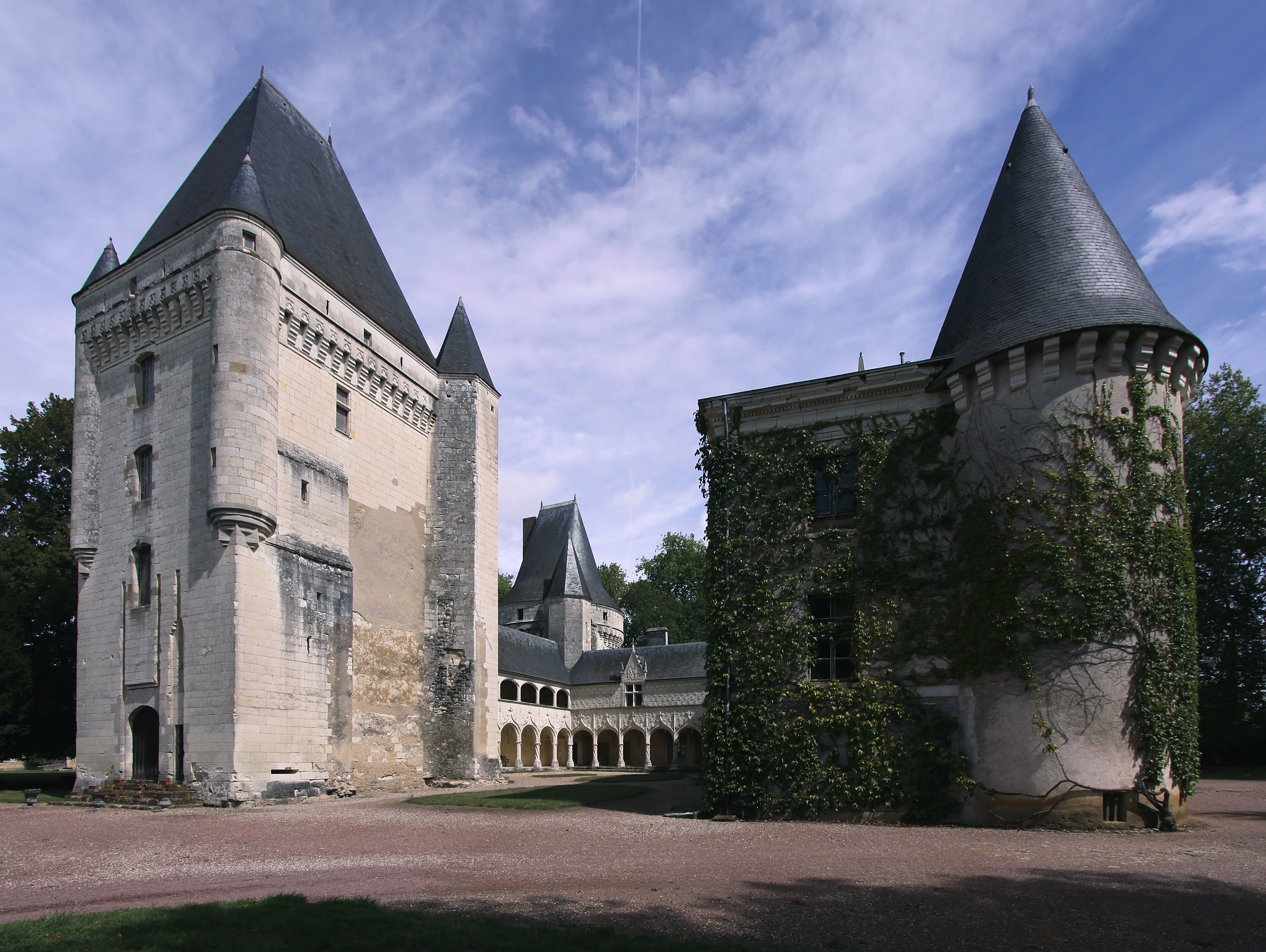
Le donjon et le logis seigneurial du XIXe siècle, reliés à l'époque par l'aile Ouest, détruite dès 1766.
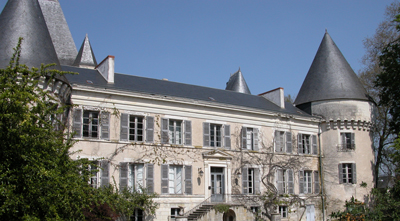
La partie reconstruite à l'époque de Louis XVIII, vers 1820, sur les ruines du logis seigneurial détruit au XVIIIe siècle.
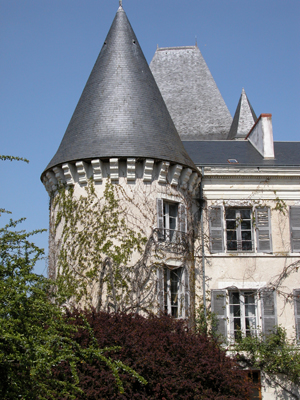
Tour médiévale flanquant le logis du XIXe siècle.
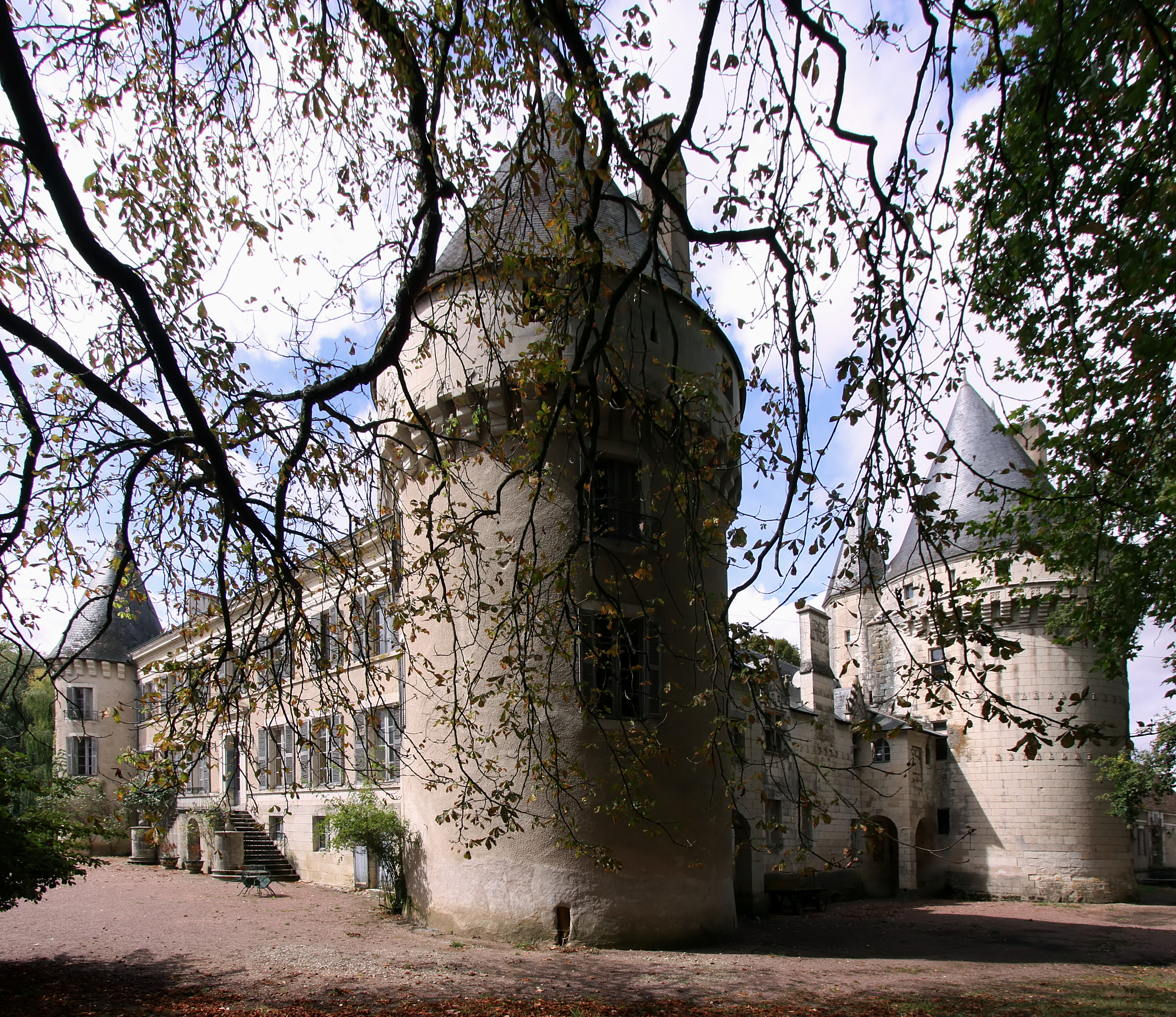
Vue extérieure de l'aile Est et du logis du XIXe siècle.